# Municipio de Jefferson (condado de Guilford)
El municipio de Jefferson (en inglés: Jefferson Township) es un municipio ubicado en el  condado de Guilford en el estado estadounidense de Carolina del Norte. En el año 2010 tenía una población de 10.424 habitantes.

## Geografía
El municipio de Jefferson se encuentra ubicado en las coordenadas 36°4′36.49″N 79°41′47.1″O / 36.0768028, -79.696417.